# Canadair
Canadair Ltd. – kanadyjska wytwórnia lotnicza działająca w latach 1944-1986. Przez cały okres swojej działalności przedsiębiorstwo wyprodukowało ponad 4000 samolotów, głównie na rynek wojskowy.
Przedsiębiorstwo powstało w wyniku reorganizacji spółki Canadian Vickers dokonanej przez rząd kanadyjski. W 1946 roku Canadair sprzedany został spółce Electric Boat Company. W 1952 roku Electric Boat Company przekształciła się w General Dynamics, a Canadair stał się jednym z jej oddziałów. W 1976 roku przedsiębiorstwo znacjonalizowano, a w grudniu 1986 roku sprzedano spółce Bombardier Inc., gdzie stało się zaczątkiem oddziału Bombardier Aerospace.

## Produkty

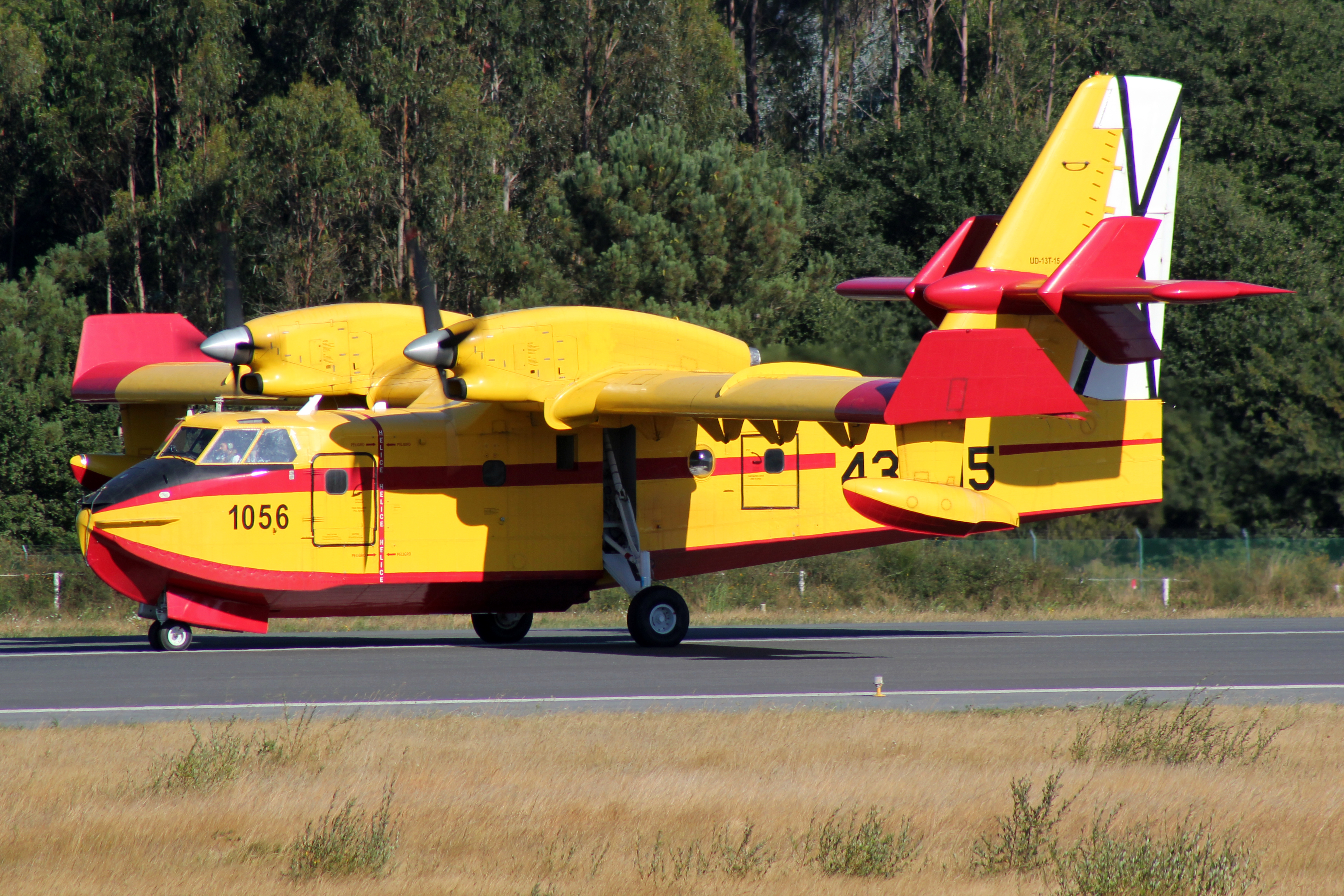
Canadair CL-215

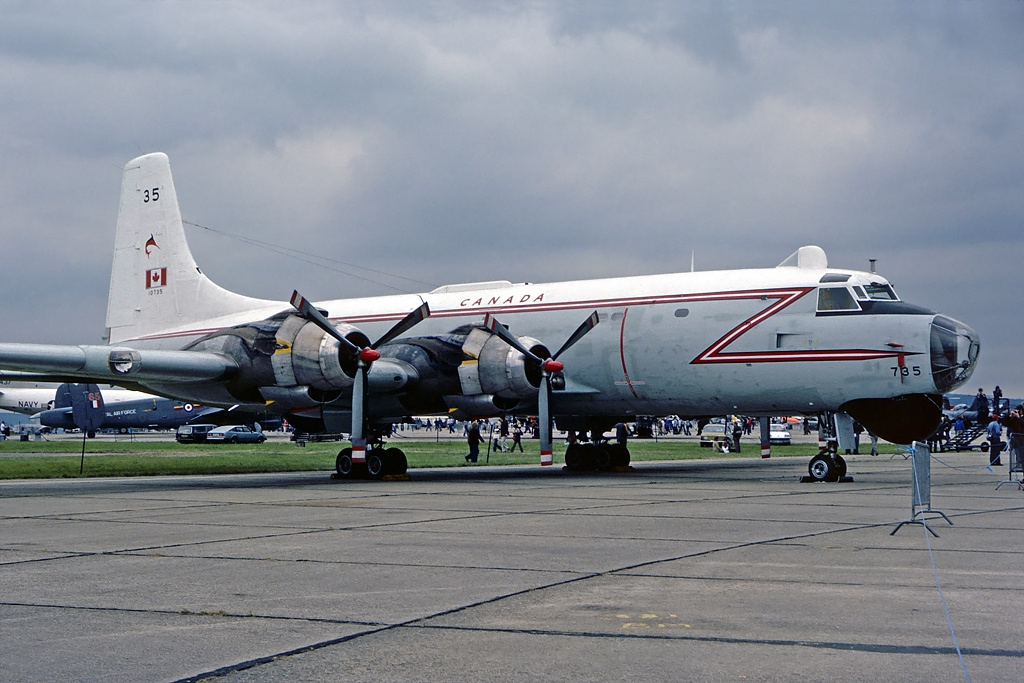
Canadair CP-107 Argus

### Samoloty
- CL-1 – licencyjna wersja samolotu Consolidated PBY Catalina
- C-4/C-5 North Star – licencyjna wersja samolotu Douglas DC-4
- CL-13 Sabre – licencyjna wersja samolotu North American F-86 Sabre
- CL-28 (CP-107) Argus
- CL-30 (CT-133) Silver Star – licencyjna wersja samolotu Lockheed T-33 Shooting Star
- CL-41 (CT-114) Tutor
- CL-44 (CC-106) Yukon
- CL-66 (CC-109) Cosmopolitan
- CL-90 (CF-104) Starfighter – licencyjna wersja samolotu Lockheed F-104 Starfighter
- CL-215 Snooper
- CL-219 (CF-5/CF-116) Freedom Fighter – licencyjna wersja samolotu Northrop F-5 Freedom Fighter
- CL-415 SuperScooper
- CL-600 (CC-144) Challenger

### Inne
- CL-89/CL-289 – bezzałogowy aparat latający